# GPGPU
GPGPU (также GPGP, GP²U, англ. General-purpose computing on graphics processing units, неспециализированные вычисления на графических процессорах) — техника использования графического процессора видеокарты, предназначенного для компьютерной графики, в целях производства математических вычислений, которые обычно проводит центральный процессор. Это стало возможным благодаря добавлению программируемых шейдерных блоков и более высокой арифметической точности растровых конвейеров, что позволяет разработчикам ПО использовать потоковые процессоры видеокарт для выполнения неграфических вычислений.

## Реализации
- CUDA — технология GPGPU, позволяющая программистам реализовывать на языке программирования Си алгоритмы, выполнимые на графических процессорах ускорителей GeForce восьмого поколения и новее (GeForce 8 Series, GeForce 9 Series, GeForce 200 Series, GeForce 300 Series, GeForce 400 Series, GeForce 500 Series, GeForce 600 Series, GeForce 700 Series), Nvidia Quadro и Nvidia Tesla компании Nvidia. Технология CUDA разработана компанией Nvidia.
- DirectCompute — вычислительный шейдер (англ. Compute Shader).
- OpenCL является языком программирования задач, связанных с параллельными вычислениями на различных графических и центральных процессорах.
- AMD FireStream — технология GPGPU, позволяющая программистам реализовывать алгоритмы, выполнимые на графических процессорах ускорителей ATI.
- OpenACC (группа 4 производителей).
- C++ AMP (Microsoft).